# Jindřich Hatlák
Jindřich Hatlák (15. srpna 1901, Praha – 28. října 1977, tamtéž) byl český amatérský fotograf.

## Život
Vystudoval obchodní akademii v Praze, absolvoval v roce 1922. Poté pracoval jako bankovní úředník.
Začal fotografovat již v dětství. V roce 1918 vstoupil do Českého klubu fotografů amatérů a jeho členem byl až do roku 1948. V klubu byl i funkcionářem a zabýval se organizováním výstav. Rovněž se podílel spolu s dalšími členy na získání klubových místností v Nekázance.
Věnoval se portrétní a krajinářské fotografii. Jeho práce byly oceněny na mezinárodních soutěžích (Japonsko 1922, Anglie, Spojené státy americké). Ve svých začátcích se věnoval ještě technikám ušlechtilých tisků, jako byly gumotisk, olejotisk, bromolejotisk a pigmentový tisk. Později přešel ke stylu nové věcnosti. V letech 1923–1931 studoval portrétní fotografii u Františka Drtikola, Augustina Škardy, Schlossera a Heyzlara. Rovněž se věnoval reklamní fotografii, maloformátové fotografii a kinematografii na film šířky 9,5 mm.
Uskutečnil jedinou samostatnou výstavu Hatlákův portrét, XXI. výstava v Síni dobré fotografie v roce 1942. Text katalogu k této výstavě napsal jeho přítel Přemysl Koblic. Ten byl rovněž modelem k mužskému aktu z roku 1941.
Manželka Jaroslava Hatláková byla rovněž fotografkou. Od roku 1937 byl rytířem Vojenského a špitálního řádu sv. Lazara Jeruzalémského.[zdroj?]
Jeho dílo je uloženo ve sbírkách Moravské galerie v Brně. V roce 1991 uspořádala Moravská galerie v Brně výstavu děl manželů Hatlákových.